# Расел (Арканзас)
Расел (енгл. Russell) град је у америчкој савезној држави Арканзас.

## Демографија
По попису из 2010. године број становника је 216, што је 12 (-5,3%) становника мање него 2000. године.
| Група             | 2000.       | 2010.       |
| Белци             | 224 (98,2%) | 206 (95,4%) |
| Афроамериканци    | 0 (0,0%)    | 0 (0,0%)    |
| Азијати           | 0 (0,0%)    | 0 (0,0%)    |
| Хиспаноамериканци | 3 (1,3%)    | 3 (1,4%)    |
| Укупно            | 228         | 216         |